# Теодор (гравер)
Теодор А. — київський гравер на дереві кінця 17 — початку 18 ст.; працював 1694–1724 для видавництва Києво-Печерської Лаври. Відомі його дереворити в «Апостолі» (1695), «Октоїху» (1699), «Страсному Євангелії» (1704), «Тріоді Цвітній» (1724) та ін.